# Myrsine loefgrenii
Myrsine loefgrenii là một loài thực vật có hoa trong họ Anh thảo. Loài này được (Mez) Imkhan. mô tả khoa học đầu tiên năm 1996.